# Ненад Кутлачић
Ненад Кутлачић (Бијељина, 4. март 1981) бивши је босанскохерцеговачки фудбалер српског порекла. Висок је 184 центиметра и играо је на позицији центархалфа.

## Каријера

### Клупска
Ненад Кутлачић је рођен у Бијељини у СР Босни и Херцеговини, СФР Југославији. На почетку каријере је играо за Радник из Бијељине. У лето 2002. године прелази у београдски Партизан. За први тим Партизана никада није заиграо у такмичарским утакмицама, већ је ишао на неколико позајмица. Прво је био позајмљен Рудару из Угљевика, који је тада наступао у босанскохерцеговачкој Премијер лиги. Затим је био у Спартаку из Суботице, са којим је играо у Другој лиги Србије и Црне Горе, а потом је играо и у највишем рангу, Првој лиги Србије и Црне Горе са екипом Будућности из Банатског Двора. Лета 2006. године постаје играч новоформираног Баната из Зрењанина, и у њиховом дресу наступа у Суперлиги Србије. Током зимске паузе у сезони 2006/07, напушта зрењанинску екипу и прелази у румунског прволигаша Пандури из Таргу Жијуа. Забележио је само три првенствена наступа за Пандуре, након чега је ишао на позајмице у румунског трећелигаша Минерул Мотру, као и у друголигаша Рамнику Валча из истоименог града. У децембру 2009. године, Кутлачић напушта Пандуре, и током 2010. и 2011. године, не рачунајући краткотрајан ангажман у Рамнику Валчи, враћа се у Босну и Херцеговину играјући прво за Модричу из истоименог града а потом и за Дрину из Зворника, за оба тима у Премијер лиги Босне и Херцеговине. У лето 2011. године, Кутлачић се опет сели у иностранство, овога пута се прикључио шведском фудбалском клубу Лимхамн Бункефло из Малмеа играјући у Првој јужној дивизији Шведске, међутим, током зимске паузе вратио се у свој бивши клуб Радник из Бијељине, који је управо био промовисан у Премијер лиги Босне и Херцеговине. У сезони 2014/15. је наступао за фудбалски клуб Јединство из Бродца у Другој лиги Републике Српске.

### Репрезентативна
Ненад Кутлачић је током 2002. и 2003. играо за репрезентацију Босне и Херцеговине до 21 године. Наступио је на две утакмице током квалификационог циклуса за Европско првенство 2004. године у Немачкој.